# Seulo
Seulo est une commune italienne de moins de 1 000 habitants, située dans la province du Sud-Sardaigne, dans la région Sardaigne. Elle a donné son nom à l'une des Barbagie de l'île.

## Administration
| Période                                  | Période  | Identité       | Étiquette | Qualité |
| ---------------------------------------- | -------- | -------------- | --------- | ------- |
| 8 mai 2005                               | En cours | Dionigi Murgia |           |         |
| Les données manquantes sont à compléter. |          |                |           |         |

## Tourisme
Le musée des centenaires de Seulo affiche les portraits de sa trentaine d'habitants sur neuf cents de plus de 100 ans, un record mondial. Pour Giovanni Pes, l'un des médecins qui l'a étudié, c'est en partie dû au taux de dioxyde de carbone le plus bas d'Europe. Avec le démographe belge Michel Poulain, il a découvert en 2000, dans de nombreux villages de montagne de la province de Nuoro, la plus forte concentration au monde d’hommes centenaires et dessiné sur une carte à l'encre bleue les villages de la « zone bleue.

### Communes limitrophes
Aritzo, Arzana, Gadoni, Sadali, Seui, Villanova Tulo